# 朝光貿易
朝光貿易，是朝鮮民主主義人民共和國政府於國外運作的進出口貿易公司，現時於中國廣東省珠海市經營業務。
公司於1974年在葡屬澳門成立，當時葡萄牙剛發生康乃馨革命，新的民主政府與朝鲜建立外交關係。朝鲜特務金賢姬曾於其自傳中提及她與另一特務金勝一於澳門居住期間，以朝光貿易的辦公室作為基地，並學習粵語，以便能喬裝成澳門或香港人。
美國曾對朝光貿易作出指控，指該公司曾作出軍火銷售、流通假美鈔、洗黑錢及其他非法的技術轉移等。2005年，朝光貿易於滙業銀行和誠興銀行的戶口在美國的要求下被關閉，其後公司撤出澳門，轉往珠海繼續經營。

## 外部連結
- 朝鮮日報：北韓朝光貿易撤出澳門進駐中國珠海